# Bisaltes venezuelensis
Bisaltes venezuelensis là một loài bọ cánh cứng trong họ Cerambycidae.